# Wake of the Flood
| 전문가 평가                   | 전문가 평가 |
| 평가 점수                     | 평가 점수   |
| 출처                          | 점수        |
| ----------------------------- | ----------- |
| AllMusic                      | [ 2 ]       |
| Christgau's Record Guide      | B−          |
| Entertainment Weekly          | A–          |
| Rolling Stone                 | (not rated) |
| The Rolling Stone Album Guide | [ 6 ]       |

《Wake of the Flood》는 미국의 록 밴드 그레이트풀 데드의 여섯 번째 스튜디오 음반 (전체 10위)이다. 1973년 10월 15일에 발매된 이 음반은 밴드 자체의 그레이트풀 데드 레코드의 첫 번째 음반이었다. 그들의 거의 3년 만의 첫 스튜디오 음반은 또한 최근 사망한 창립 멤버 론 "피그펜" 맥커넌이 없는 첫 번째 음반이었다. 그의 부재와 키보디스트 키스 가드쇼의 비밥과 모들 재즈에 대한 성향 (블루스와 리듬 앤 블루스에 대한 맥커넌의 성향보다는)은 밴드의 음악적 진화에 기여했다. 가드쇼의 부인이자 백 보컬리스트인 도나 진 가드쇼도 이 그룹에 가입하여 음반에 참여한다.
이 음반은 그들의 이전 스튜디오 음반 (1970년의 《American Beauty》)보다 팝 차트에서 더 좋은 성적을 거두었고, 18위에 올랐다. 2004년에 확장 버전이 발매되었다.

## 녹음
세 개의 (공식적인) 라이브 음반이 연달아 나온 후, 그레이트풀 데드는 키스 가드쇼가 밴드에 합류한 이후로 쓰여진 곡들의 스튜디오 버전을 녹음하기를 원했다. 녹음 당시, 음반에 수록된 5곡 (및 6번째 곡의 일부)은 로드 테스트 및 최종 편곡이 완료됨에 따라 최대 1년 반 동안 라이브 로테이션 상태였다. 이 시기를 언급하면서, 베이시스트 필 레시는 "우리는 리허설이나 스튜디오에서 엄청난 비용으로 그것을 해결하려고 노력하는 것보다 쇼에서 (있는 그대로의) 자료를 부수는 것을 배웠다"라고 설명했다.
새로운 작곡은 컨트리 포크와 리듬 앤 블루스에서 래그타임과 재즈 록에 이르기까지 장르를 혼합하여 밴드의 많은 영향을 받았다. 로버트 헌터와 제리 가르시아가 대부분의 곡을 썼고, 밥 위어는 존 페리 발로의 가사로 서사시 〈Weather Report Suite〉를 기고했다. 이 곡의 〈Prelude〉 섹션은 무대에서 개발되었지만, 〈Part 1〉과 〈Part 2 (Let it Grow)〉는 음반 녹음 후에 데뷔했다. 〈Let Me Sing Your Blues Away〉는 키스 가드쇼의 유일한 자작곡이다. 이 곡은 1973년 9월, 음반 녹음과 발매 사이에 단 6번 라이브 공연되었다.

## 곡 목록
| #  | 제목                                      | 작사·작곡                  | 리드 보컬 | 재생 시간 |
| -- | ----------------------------------------- | -------------------------- | --------- | --------- |
| 1. | 〈Mississippi Half-Step Uptown Toodeloo〉 | 제리 가르시아, 로버트 헌터 | 가르시아  | 5:42      |
| 2. | 〈Let Me Sing Your Blues Away〉           | 키스 가드쇼, 헌터          | 가드쇼    | 3:15      |
| 3. | 〈Row Jimmy〉                             | 가르시아, 헌터             | 가르시아  | 7:11      |
| 4. | 〈Stella Blue〉                           | 가르시아, 헌터             | 가르시아  | 6:22      |

| #  | 제목                                            | 작사·작곡      | 리드 보컬 | 재생 시간 |
| -- | ----------------------------------------------- | -------------- | --------- | --------- |
| 1. | 〈Here Comes Sunshine〉                         | 가르시아, 헌터 | 가르시아  | 4:37      |
| 2. | 〈Eyes of the World〉                           | 가르시아, 헌터 | 가르시아  | 5:16      |
| 3. | 〈Weather Report Suite Prelude Part 1 Part II〉 | 밥 위어        | 기악 위어 | 12:41     |